# Yusaku Yamadera
Yusaku Yamadera (japanisch 山寺 優作 Yamadera Yusaku; * 4. August 1997) ist ein japanischer Fußballspieler.

## Karriere
Yusaku Yamadera erlernte das Fußballspielen in der Jugendmannschaft vom Matsumoto Yamaga FC sowie in der Universitätsmannschaft der Nippon Sport Science University. Seinen ersten Vertrag unterschrieb er im April 2019 in Thailand beim Pathumthani University FC. Der Verein aus Ayutthaya spielte in der vierten Liga, der Thai League 4. Hier trat der Verein in der Bangkok Metropolitan Region an. Im Februar 2021 kehrte er nach Japan zurück. Hier schloss er sich dem Fünftligisten Tokyo United FC an. Für den Verein absolvierte er ein Ligaspiel. Ende Juli 2021 kehrte er zu seinem ehemaligen Verein Pathumthani University FC zurück. Mittlerweile spielte der Verein in der dritten Liga, wo man in der Western Region antrat. Von Mitte Dezember 2021 bis Saisonende wurde er an den Drittligisten Siam FC ausgeliehen. Mit dem Klub aus Nonthaburi spielte er in der Bangkok Metropolitan Region. Ende Juli 2022 wechselte er in die zweite thailändische Liga, wo er einen Vertrag beim Ranong United FC unterschrieb. Sein Zweitligadebüt gab er am 14. August 2022 (1. Spieltag) im Heimspiel gegen den Chiangmai FC. Hier stand er in der Startelf und spielte die kompletten 90 Minuten. Das Spiel endete 1:1. Als Tabellenvorletzter musste er mit dem Verein aus Ranong am Ende der Saison 2022/23 in die dritte Liga absteigen. nach dem Abstieg verließ er den Verein. Im August 2023 ging er nach Indonesien. Hier schloss er sich dem Zweitligisten Nusantara United FC in Salatiga an.